# Ulrik Franke
Mats Peter Ulrik Franke, född 14 december 1981 i Nybro församling, är forskare på SICS och tekn. dr. på KTH i Stockholm. Tidigare var han verksam vid Totalförsvarets forskningsinstitut. Franke var ordförande i Fria Moderata Studentförbundet (FMSF) mellan maj 2006 och maj 2008. Han är en ofta förekommande skribent i FMSF:s tidskrift Svensk Linje.
Vetenskapliga publikationer via Google Scholar (extern länk).